# Chmielewaja (obwód kurski)
Chmielewaja (ros. Хмелевая) – wieś (ros. деревня, trb. dieriewnia) w zachodniej Rosji, w sielsowiecie niżniemiedwiedickim rejonu kurskiego w obwodzie kurskim.

## Geografia
Miejscowość położona jest 2,5 km od centrum administracyjnego sielsowietu (Wierchniaja Miedwiedica), 12 km na północny zachód od Kurska, 1 km od drogi magistralnej (federalnego znaczenia) M2 «Krym» (część trasy europejskiej E105).
We wsi znajdują się ulice: Izumrudnaja, Jantarnaja, Jasnaja, Łazurnaja, Łuczistaja, Radużnaja, Sołniecznaja, Tiernowaja, Wasilkowaja, Wiesienniaja i Zwiezdnaja (92 posesje).
Klimat
Miejscowość, jak i cały rejon, znajduje się w strefie klimatu kontynentalnego z łagodnym ciepłym latem i równomiernie rozłożonymi opadami rocznymi (Dfb w klasyfikacji klimatów Köppena).

## Demografia
W 2010 r. wieś zamieszkiwało 96 osób.